# Formiga-pote-de-mel
Formigas-pote-de-mel também chamadas de formigas de mel, são uma casta de formigas que têm trabalhadores especializados (repletes plerergates, ou rotunds) em engolir comida a ponto de seu abdômen inchar enormemente. Outras formigas então extraem nutrição delas. Eles funcionam como despensa viva. Espécies que possuem esta casta incluem as dos gêneros Myrmecocystus e Camponotus. Eles foram documentados pela primeira vez em 1881 por Henry C. McCook, e descritas em 1908 por William Morton Wheeler.
São formigas obreiras especiais, que usam o próprio abdômen como reserva de alimento para todo o formigueiro permanecendo na maioria das vezes imóveis no teto do formigueiro. Quando a colmeia passa por um período de seca ela projeta o mel para fora.
As espécies de formigas que criam esse grupo encontram-se nas regiões desérticas da África, América do Norte e Austrália.

## Comportamento
Muitos insetos, especialmente abelhas e algumas vespas, coletam e armazenam líquidos para uso posterior. No entanto, esses insetos armazenam seus alimentos em seus ninhos ou em favos. As formigas de mel são únicas em usar seus próprios corpos como armazenamento vivo. Quando o líquido armazenado dentro de um honeypot é usado, as formigas trabalhadoras acariciam as antenas da formiga do honeypot, fazendo com que a formiga do honeypot regurgite o líquido armazenado de sua cultura.

## Anatomia
O abdômen de espécies como Camponotus inflatus consiste de escleritas dorsais duras (placas rígidas) conectadas por uma membrana artrodial mais flexível e mais macia. Quando o abdome está vazio, a artrodese é dobrada e a esclerite se sobrepõe, mas quando o abdômen preenche a membrana artrodial fica totalmente esticada, deixando os escleritos amplamente separados.

## Ecologia
Os ninhos de Myrmecocystus são encontrados em uma variedade de ambientes áridos ou semiáridos. Algumas espécies vivem em desertos extremamente quentes, outras residem em habitats de transição, e outras espécies ainda podem ser encontradas em florestas que são um pouco frescas, mas ainda muito secas durante grande parte do ano. Por exemplo, a "Myrmecocystus mexicanus" habita nos habitats áridos e semi-áridos do sudoeste dos EUA. Nesta espécie, que atuam como plerergates ou repletes em tempos de escassez de comida. Quando os plegados estão totalmente cheios, eles ficam imóveis e pendem dos tetos dos ninhos subterrâneos. Plerergates pode viver no ninho, mas eles estão no estado selvagem, eles são encontrados no subsolo, incapaz de se mover, inchados até o tamanho das uvas.
Na espécie Camponotus inflatus, da Austrália, formavam 49% (516 formigas) de uma colônia de 1063 formigas e 46% (1835 formigas) de uma colônia de 4019 formigas. A colônia menor continha seis rainhas sem asas. A maior colônia tinha 66 câmaras contendo repletes, com um máximo de 191 repletes em uma câmara. O maior replete foi de 15 milímetros de comprimento e teve uma massa de 1,4 gramas. O ninho tinha uma profundidade máxima de 1,7 metros e os túneis se estendiam a 2,4 metros da entrada do ninho. Os trabalhadores saíam em busca de alimento durante a luz do dia para coletar o néctar da Mulga, e carne da carcaça de um lagarto de tanga azulada "Tiliqua".

## Gêneros
Esta casta existe em vários gêneros de formigas sazonalmente ativos:
- Camponotus da Australia[9]
- Cataglyphis do Norte da África[9]
- Leptomyrmex da Melanésia[9]
- Melophorus da Austrália[9]
- Myrmecocystus da América do Norte.[9][10]
- Plagiolepis da África do Sul[9]
- Prenolepis da América do Norte.[9]

## Na cultura humana
Formigas do tipo pote de mel, como "Melophorus bagoti" e "Camponotus" spp são comestíveis e formam uma parte ocasional da dieta de vários Nativos australianos. Esses povos raspam a superfície para localizar os túneis verticais e, em seguida, escavam até dois metros de profundidade para encontrar as formigas desta casta.

Em 2011, a BBC fez um filme, Império das Formigas do Deserto, sobre a história natural de uma formiga da casta pote de mel, da espécie Myrmecocystus mimicus no deserto do Arizona. Incluiu o primeiro filme de rainhas desta casta de diferentes colônias. O especialista em formigas Bert Hölldobler afirmou que as rainhas podem cooperar porque colônias maiores são mais propensas a sobreviver em colônias vizinhas.